# Lista di asteroidi (509001-510000)
Di seguito una lista di asteroidi dal numero 509001 al 510000 con data di scoperta e scopritore.

## 509001-509100
| Nome         | Designazione provvisoria | Data di scoperta  | Scopritore           |
| ------------ | ------------------------ | ----------------- | -------------------- |
| 509001 -     | 2005 GF59                | 4 aprile 2005     | CSS                  |
| 509002 -     | 2005 GF124               | 16 marzo 2005     | CSS                  |
| 509003 -     | 2005 GW148               | 11 aprile 2005    | Spacewatch           |
| 509004 -     | 2005 GR229               | 10 marzo 2005     | Mt. Lemmon Survey    |
| 509005 -     | 2005 JR24                | 3 maggio 2005     | Spacewatch           |
| 509006 -     | 2005 JU28                | 3 maggio 2005     | Spacewatch           |
| 509007 -     | 2005 JV28                | 3 maggio 2005     | Spacewatch           |
| 509008 -     | 2005 JM50                | 4 maggio 2005     | Spacewatch           |
| 509009 -     | 2005 JF62                | 9 maggio 2005     | LONEOS               |
| 509010 -     | 2005 LD2                 | 3 maggio 2005     | Spacewatch           |
| 509011 -     | 2005 LU39                | 13 giugno 2005    | Spacewatch           |
| 509012 -     | 2005 LE53                | 13 giugno 2005    | Mt. Lemmon Survey    |
| 509013 -     | 2005 MX14                | 29 giugno 2005    | NEAT                 |
| 509014 -     | 2005 MO22                | 30 giugno 2005    | Spacewatch           |
| 509015 -     | 2005 MH28                | 29 giugno 2005    | Spacewatch           |
| 509016 -     | 2005 ME38                | 13 giugno 2005    | Mt. Lemmon Survey    |
| 509017 -     | 2005 MP48                | 29 giugno 2005    | Spacewatch           |
| 509018 Wiese | 2005 NE1                 | 1º luglio 2005    | Needville            |
| 509019 -     | 2005 NZ7                 | 18 giugno 2005    | Mt. Lemmon Survey    |
| 509020 -     | 2005 NU18                | 4 luglio 2005     | Mt. Lemmon Survey    |
| 509021 -     | 2005 NE42                | 5 luglio 2005     | Spacewatch           |
| 509022 -     | 2005 NX76                | 10 luglio 2005    | Spacewatch           |
| 509023 -     | 2005 NC88                | 4 luglio 2005     | Spacewatch           |
| 509024 -     | 2005 PZ1                 | 1º agosto 2005    | Siding Spring Survey |
| 509025 -     | 2005 PR4                 | 7 agosto 2005     | Siding Spring Survey |
| 509026 -     | 2005 QJ17                | 25 agosto 2005    | NEAT                 |
| 509027 -     | 2005 QF18                | 25 agosto 2005    | NEAT                 |
| 509028 -     | 2005 QJ20                | 26 agosto 2005    | LONEOS               |
| 509029 -     | 2005 QL34                | 25 agosto 2005    | NEAT                 |
| 509030 -     | 2005 QG42                | 26 agosto 2005    | LONEOS               |
| 509031 -     | 2005 QY59                | 25 agosto 2005    | NEAT                 |
| 509032 -     | 2005 QW81                | 29 agosto 2005    | LINEAR               |
| 509033 -     | 2005 QK180               | 27 agosto 2005    | LONEOS               |
| 509034 -     | 2005 RZ42                | 13 settembre 2005 | Spacewatch           |
| 509035 -     | 2005 SS19                | 30 agosto 2005    | Spacewatch           |
| 509036 -     | 2005 SO35                | 23 settembre 2005 | Spacewatch           |
| 509037 -     | 2005 SF53                | 25 settembre 2005 | CSS                  |
| 509038 -     | 2005 ST72                | 23 settembre 2005 | Spacewatch           |
| 509039 -     | 2005 SE87                | 24 settembre 2005 | Spacewatch           |
| 509040 -     | 2005 SK120               | 29 settembre 2005 | Spacewatch           |
| 509041 -     | 2005 SO127               | 29 settembre 2005 | Mt. Lemmon Survey    |
| 509042 -     | 2005 SQ138               | 25 settembre 2005 | Spacewatch           |
| 509043 -     | 2005 SF144               | 25 settembre 2005 | Spacewatch           |
| 509044 -     | 2005 SD151               | 25 settembre 2005 | Spacewatch           |
| 509045 -     | 2005 SQ177               | 29 settembre 2005 | Spacewatch           |
| 509046 -     | 2005 SP181               | 29 settembre 2005 | Spacewatch           |
| 509047 -     | 2005 ST186               | 29 settembre 2005 | Mt. Lemmon Survey    |
| 509048 -     | 2005 SG197               | 30 settembre 2005 | Spacewatch           |
| 509049 -     | 2005 SQ237               | 29 settembre 2005 | Spacewatch           |
| 509050 -     | 2005 SY242               | 30 settembre 2005 | Mt. Lemmon Survey    |
| 509051 -     | 2005 SH245               | 30 settembre 2005 | Mt. Lemmon Survey    |
| 509052 -     | 2005 SS266               | 1º settembre 2005 | Spacewatch           |
| 509053 -     | 2005 SJ285               | 25 settembre 2005 | Becker, A. C.        |
| 509054 -     | 2005 SY289               | 26 settembre 2005 | Spacewatch           |
| 509055 -     | 2005 SE290               | 29 settembre 2005 | Spacewatch           |
| 509056 -     | 2005 TA15                | 1º ottobre 2005   | Durig, D. T.         |
| 509057 -     | 2005 TE31                | 1º ottobre 2005   | Spacewatch           |
| 509058 -     | 2005 TH46                | 10 settembre 2005 | LONEOS               |
| 509059 -     | 2005 TW70                | 6 ottobre 2005    | Mt. Lemmon Survey    |
| 509060 -     | 2005 TO86                | 5 ottobre 2005    | LINEAR               |
| 509061 -     | 2005 TW91                | 6 ottobre 2005    | CSS                  |
| 509062 -     | 2005 TX96                | 6 ottobre 2005    | Mt. Lemmon Survey    |
| 509063 -     | 2005 TU102               | 7 ottobre 2005    | Mt. Lemmon Survey    |
| 509064 -     | 2005 TC114               | 7 ottobre 2005    | Spacewatch           |
| 509065 -     | 2005 TR114               | 27 settembre 2005 | Spacewatch           |
| 509066 -     | 2005 TQ116               | 7 ottobre 2005    | Spacewatch           |
| 509067 -     | 2005 TG125               | 7 ottobre 2005    | Spacewatch           |
| 509068 -     | 2005 TN131               | 29 settembre 2005 | Mt. Lemmon Survey    |
| 509069 -     | 2005 TN139               | 8 ottobre 2005    | Spacewatch           |
| 509070 -     | 2005 TD153               | 6 ottobre 2005    | Spacewatch           |
| 509071 -     | 2005 TU182               | 6 ottobre 2005    | LONEOS               |
| 509072 -     | 2005 TJ196               | 10 ottobre 2005   | Spacewatch           |
| 509073 -     | 2005 UM5                 | 27 ottobre 2005   | Spacewatch           |
| 509074 -     | 2005 UR11                | 22 ottobre 2005   | Spacewatch           |
| 509075 -     | 2005 UC15                | 22 ottobre 2005   | Spacewatch           |
| 509076 -     | 2005 UP19                | 22 ottobre 2005   | Spacewatch           |
| 509077 -     | 2005 UN21                | 23 ottobre 2005   | Spacewatch           |
| 509078 -     | 2005 US37                | 24 ottobre 2005   | Spacewatch           |
| 509079 -     | 2005 US44                | 22 ottobre 2005   | Spacewatch           |
| 509080 -     | 2005 UU62                | 25 ottobre 2005   | Mt. Lemmon Survey    |
| 509081 -     | 2005 UA63                | 25 ottobre 2005   | Mt. Lemmon Survey    |
| 509082 -     | 2005 UY99                | 22 ottobre 2005   | Spacewatch           |
| 509083 -     | 2005 UZ132               | 25 ottobre 2005   | Spacewatch           |
| 509084 -     | 2005 UF151               | 26 ottobre 2005   | Spacewatch           |
| 509085 -     | 2005 UB161               | 22 ottobre 2005   | NEAT                 |
| 509086 -     | 2005 UM161               | 23 ottobre 2005   | CSS                  |
| 509087 -     | 2005 UQ185               | 25 ottobre 2005   | Mt. Lemmon Survey    |
| 509088 -     | 2005 UY197               | 25 ottobre 2005   | Spacewatch           |
| 509089 -     | 2005 UP198               | 25 ottobre 2005   | Spacewatch           |
| 509090 -     | 2005 UW239               | 25 ottobre 2005   | Spacewatch           |
| 509091 -     | 2005 UA258               | 25 ottobre 2005   | Spacewatch           |
| 509092 -     | 2005 UB326               | 4 ottobre 2005    | Mt. Lemmon Survey    |
| 509093 -     | 2005 UY351               | 29 ottobre 2005   | CSS                  |
| 509094 -     | 2005 UX371               | 1º ottobre 2005   | Mt. Lemmon Survey    |
| 509095 -     | 2005 UU406               | 1º ottobre 2005   | Spacewatch           |
| 509096 -     | 2005 US419               | 25 ottobre 2005   | Spacewatch           |
| 509097 -     | 2005 UN422               | 27 ottobre 2005   | Mt. Lemmon Survey    |
| 509098 -     | 2005 UE443               | 30 ottobre 2005   | LINEAR               |
| 509099 -     | 2005 UF463               | 30 ottobre 2005   | Spacewatch           |
| 509100 -     | 2005 UR476               | 30 settembre 2005 | Mt. Lemmon Survey    |

## 509101-509200
| Nome     | Designazione provvisoria | Data di scoperta  | Scopritore        |
| -------- | ------------------------ | ----------------- | ----------------- |
| 509101 - | 2005 UZ520               | 30 settembre 2005 | Spacewatch        |
| 509102 - | 2005 VB7                 | 12 novembre 2005  | LINEAR            |
| 509103 - | 2005 VE97                | 1º ottobre 2005   | Mt. Lemmon Survey |
| 509104 - | 2005 VF103               | 25 ottobre 2005   | Spacewatch        |
| 509105 - | 2005 VZ111               | 6 novembre 2005   | Mt. Lemmon Survey |
| 509106 - | 2005 VP126               | 1º ottobre 2005   | Mt. Lemmon Survey |
| 509107 - | 2005 VY130               | 1º novembre 2005  | Becker, A. C.     |
| 509108 - | 2005 VO137               | 1º novembre 2005  | Spacewatch        |
| 509109 - | 2005 WZ20                | 12 novembre 2005  | Spacewatch        |
| 509110 - | 2005 WD27                | 21 novembre 2005  | Spacewatch        |
| 509111 - | 2005 WZ36                | 22 novembre 2005  | Spacewatch        |
| 509112 - | 2005 WN44                | 22 novembre 2005  | Spacewatch        |
| 509113 - | 2005 WT67                | 22 novembre 2005  | Spacewatch        |
| 509114 - | 2005 WT68                | 12 novembre 2005  | Spacewatch        |
| 509115 - | 2005 WW84                | 30 ottobre 2005   | Mt. Lemmon Survey |
| 509116 - | 2005 WY91                | 25 novembre 2005  | Mt. Lemmon Survey |
| 509117 - | 2005 WQ99                | 29 ottobre 2005   | Mt. Lemmon Survey |
| 509118 - | 2005 WT126               | 28 ottobre 2005   | Spacewatch        |
| 509119 - | 2005 WX177               | 30 novembre 2005  | Spacewatch        |
| 509120 - | 2005 WU210               | 22 novembre 2005  | Spacewatch        |
| 509121 - | 2005 XE4                 | 9 novembre 2005   | Spacewatch        |
| 509122 - | 2005 XS90                | 8 dicembre 2005   | Spacewatch        |
| 509123 - | 2005 YH71                | 10 dicembre 2005  | Spacewatch        |
| 509124 - | 2005 YM110               | 25 dicembre 2005  | Spacewatch        |
| 509125 - | 2005 YM159               | 27 dicembre 2005  | Spacewatch        |
| 509126 - | 2005 YH160               | 27 dicembre 2005  | Spacewatch        |
| 509127 - | 2005 YQ168               | 29 dicembre 2005  | Spacewatch        |
| 509128 - | 2005 YB221               | 1º novembre 2005  | CSS               |
| 509129 - | 2005 YA222               | 21 dicembre 2005  | Spacewatch        |
| 509130 - | 2005 YM264               | 25 dicembre 2005  | Spacewatch        |
| 509131 - | 2005 YB269               | 25 dicembre 2005  | Mt. Lemmon Survey |
| 509132 - | 2005 YF279               | 28 novembre 2005  | Mt. Lemmon Survey |
| 509133 - | 2006 AK15                | 5 gennaio 2006    | Mt. Lemmon Survey |
| 509134 - | 2006 AN22                | 5 gennaio 2006    | CSS               |
| 509135 - | 2006 AB35                | 30 novembre 2005  | Mt. Lemmon Survey |
| 509136 - | 2006 AH47                | 25 dicembre 2005  | Spacewatch        |
| 509137 - | 2006 AQ73                | 8 gennaio 2006    | Mt. Lemmon Survey |
| 509138 - | 2006 AU75                | 4 gennaio 2006    | Spacewatch        |
| 509139 - | 2006 AR76                | 5 gennaio 2006    | Mt. Lemmon Survey |
| 509140 - | 2006 AW77                | 7 gennaio 2006    | Mt. Lemmon Survey |
| 509141 - | 2006 BF35                | 22 gennaio 2006   | Mt. Lemmon Survey |
| 509142 - | 2006 BH71                | 23 gennaio 2006   | Spacewatch        |
| 509143 - | 2006 BY101               | 23 gennaio 2006   | Mt. Lemmon Survey |
| 509144 - | 2006 BF102               | 23 gennaio 2006   | Mt. Lemmon Survey |
| 509145 - | 2006 BY107               | 25 gennaio 2006   | Spacewatch        |
| 509146 - | 2006 BD110               | 25 gennaio 2006   | Spacewatch        |
| 509147 - | 2006 BF116               | 26 gennaio 2006   | Spacewatch        |
| 509148 - | 2006 BR117               | 26 gennaio 2006   | Mt. Lemmon Survey |
| 509149 - | 2006 BT126               | 26 gennaio 2006   | Spacewatch        |
| 509150 - | 2006 BB208               | 31 gennaio 2006   | CSS               |
| 509151 - | 2006 BX247               | 31 gennaio 2006   | Spacewatch        |
| 509152 - | 2006 BZ251               | 31 gennaio 2006   | Spacewatch        |
| 509153 - | 2006 BJ274               | 25 gennaio 2006   | Spacewatch        |
| 509154 - | 2006 CK18                | 1º febbraio 2006  | Spacewatch        |
| 509155 - | 2006 CU46                | 3 febbraio 2006   | Spacewatch        |
| 509156 - | 2006 DA14                | 22 febbraio 2006  | CSS               |
| 509157 - | 2006 DG39                | 21 febbraio 2006  | Mt. Lemmon Survey |
| 509158 - | 2006 DA43                | 20 febbraio 2006  | Spacewatch        |
| 509159 - | 2006 DO53                | 24 febbraio 2006  | Mt. Lemmon Survey |
| 509160 - | 2006 DO93                | 24 febbraio 2006  | Spacewatch        |
| 509161 - | 2006 DP99                | 25 febbraio 2006  | Spacewatch        |
| 509162 - | 2006 DS99                | 25 febbraio 2006  | Spacewatch        |
| 509163 - | 2006 DC119               | 26 gennaio 2006   | Spacewatch        |
| 509164 - | 2006 DK155               | 25 febbraio 2006  | Spacewatch        |
| 509165 - | 2006 EV6                 | 2 marzo 2006      | Spacewatch        |
| 509166 - | 2006 EQ39                | 4 marzo 2006      | Spacewatch        |
| 509167 - | 2006 EB56                | 5 marzo 2006      | Spacewatch        |
| 509168 - | 2006 FJ18                | 23 marzo 2006     | Spacewatch        |
| 509169 - | 2006 FU23                | 24 marzo 2006     | Mt. Lemmon Survey |
| 509170 - | 2006 GV3                 | 2 aprile 2006     | Spacewatch        |
| 509171 - | 2006 GH55                | 8 aprile 2006     | Spacewatch        |
| 509172 - | 2006 HF28                | 20 aprile 2006    | Spacewatch        |
| 509173 - | 2006 HH45                | 25 aprile 2006    | Spacewatch        |
| 509174 - | 2006 HA70                | 24 aprile 2006    | Spacewatch        |
| 509175 - | 2006 HF71                | 25 aprile 2006    | Spacewatch        |
| 509176 - | 2006 HA72                | 25 aprile 2006    | Spacewatch        |
| 509177 - | 2006 HA78                | 26 aprile 2006    | Spacewatch        |
| 509178 - | 2006 HQ83                | 26 aprile 2006    | Spacewatch        |
| 509179 - | 2006 HL152               | 26 aprile 2006    | CSS               |
| 509180 - | 2006 HK153               | 20 aprile 2006    | Spacewatch        |
| 509181 - | 2006 JN47                | 1º maggio 2006    | Spacewatch        |
| 509182 - | 2006 JS52                | 6 maggio 2006     | Mt. Lemmon Survey |
| 509183 - | 2006 JV53                | 7 maggio 2006     | Mt. Lemmon Survey |
| 509184 - | 2006 KD26                | 20 maggio 2006    | Spacewatch        |
| 509185 - | 2006 KO46                | 21 maggio 2006    | Mt. Lemmon Survey |
| 509186 - | 2006 KO49                | 21 maggio 2006    | Spacewatch        |
| 509187 - | 2006 KL54                | 21 maggio 2006    | Spacewatch        |
| 509188 - | 2006 KS58                | 22 maggio 2006    | Spacewatch        |
| 509189 - | 2006 KQ70                | 22 maggio 2006    | Spacewatch        |
| 509190 - | 2006 KT112               | 31 maggio 2006    | Mt. Lemmon Survey |
| 509191 - | 2006 OC5                 | 21 luglio 2006    | CSS               |
| 509192 - | 2006 OD7                 | 24 luglio 2006    | LINEAR            |
| 509193 - | 2006 OX19                | 21 luglio 2006    | LINEAR            |
| 509194 - | 2006 QQ108               | 28 agosto 2006    | CSS               |
| 509195 - | 2006 QR185               | 18 agosto 2006    | Spacewatch        |
| 509196 - | 2006 RK23                | 19 agosto 2006    | Spacewatch        |
| 509197 - | 2006 RA37                | 29 agosto 2006    | Spacewatch        |
| 509198 - | 2006 RM48                | 14 settembre 2006 | Spacewatch        |
| 509199 - | 2006 RD71                | 15 settembre 2006 | Spacewatch        |
| 509200 - | 2006 RQ88                | 15 settembre 2006 | Spacewatch        |

## 509201-509300
| Nome     | Designazione provvisoria | Data di scoperta  | Scopritore        |
| -------- | ------------------------ | ----------------- | ----------------- |
| 509201 - | 2006 RA99                | 14 settembre 2006 | Spacewatch        |
| 509202 - | 2006 RN101               | 29 agosto 2006    | LONEOS            |
| 509203 - | 2006 RM104               | 15 settembre 2006 | Becker, A. C.     |
| 509204 - | 2006 SF13                | 17 settembre 2006 | CSS               |
| 509205 - | 2006 SY20                | 21 agosto 2006    | Spacewatch        |
| 509206 - | 2006 SR32                | 17 settembre 2006 | Spacewatch        |
| 509207 - | 2006 SY47                | 19 settembre 2006 | CSS               |
| 509208 - | 2006 SC50                | 19 settembre 2006 | OAM               |
| 509209 - | 2006 SH80                | 18 settembre 2006 | Spacewatch        |
| 509210 - | 2006 ST126               | 21 settembre 2006 | LONEOS            |
| 509211 - | 2006 SZ140               | 25 settembre 2006 | LINEAR            |
| 509212 - | 2006 SA141               | 28 agosto 2006    | CSS               |
| 509213 - | 2006 SK160               | 23 settembre 2006 | Spacewatch        |
| 509214 - | 2006 SK186               | 18 settembre 2006 | Spacewatch        |
| 509215 - | 2006 SK202               | 17 settembre 2006 | Spacewatch        |
| 509216 - | 2006 SR224               | 26 settembre 2006 | Mt. Lemmon Survey |
| 509217 - | 2006 SY231               | 18 settembre 2006 | Spacewatch        |
| 509218 - | 2006 SW241               | 18 agosto 2006    | Spacewatch        |
| 509219 - | 2006 SZ250               | 19 settembre 2006 | Spacewatch        |
| 509220 - | 2006 SY262               | 26 settembre 2006 | Mt. Lemmon Survey |
| 509221 - | 2006 SM272               | 18 settembre 2006 | LONEOS            |
| 509222 - | 2006 SW296               | 17 settembre 2006 | Spacewatch        |
| 509223 - | 2006 SC315               | 17 settembre 2006 | Spacewatch        |
| 509224 - | 2006 SV329               | 27 settembre 2006 | Spacewatch        |
| 509225 - | 2006 SM331               | 28 settembre 2006 | Spacewatch        |
| 509226 - | 2006 SF344               | 28 settembre 2006 | Spacewatch        |
| 509227 - | 2006 SK374               | 16 settembre 2006 | Becker, A. C.     |
| 509228 - | 2006 ST398               | 17 settembre 2006 | Spacewatch        |
| 509229 - | 2006 SR404               | 30 settembre 2006 | Spacewatch        |
| 509230 - | 2006 SB406               | 18 settembre 2006 | CSS               |
| 509231 - | 2006 ST412               | 30 settembre 2006 | Mt. Lemmon Survey |
| 509232 - | 2006 TS29                | 12 ottobre 2006   | Spacewatch        |
| 509233 - | 2006 TK38                | 26 settembre 2006 | Mt. Lemmon Survey |
| 509234 - | 2006 TW41                | 12 ottobre 2006   | Spacewatch        |
| 509235 - | 2006 TG44                | 26 settembre 2006 | Mt. Lemmon Survey |
| 509236 - | 2006 TB45                | 12 ottobre 2006   | Spacewatch        |
| 509237 - | 2006 TE54                | 2 ottobre 2006    | Mt. Lemmon Survey |
| 509238 - | 2006 TV58                | 13 ottobre 2006   | Spacewatch        |
| 509239 - | 2006 TX78                | 12 ottobre 2006   | Spacewatch        |
| 509240 - | 2006 TE79                | 27 settembre 2006 | Mt. Lemmon Survey |
| 509241 - | 2006 TX81                | 13 ottobre 2006   | Spacewatch        |
| 509242 - | 2006 TR100               | 2 ottobre 2006    | Mt. Lemmon Survey |
| 509243 - | 2006 TV104               | 2 ottobre 2006    | Mt. Lemmon Survey |
| 509244 - | 2006 TU105               | 30 settembre 2006 | Mt. Lemmon Survey |
| 509245 - | 2006 TJ126               | 3 ottobre 2006    | Mt. Lemmon Survey |
| 509246 - | 2006 TX126               | 2 ottobre 2006    | Mt. Lemmon Survey |
| 509247 - | 2006 US5                 | 16 ottobre 2006   | CSS               |
| 509248 - | 2006 US8                 | 16 ottobre 2006   | Spacewatch        |
| 509249 - | 2006 UX14                | 17 ottobre 2006   | Mt. Lemmon Survey |
| 509250 - | 2006 UJ30                | 19 settembre 2006 | OAM               |
| 509251 - | 2006 UC33                | 13 marzo 2005     | Spacewatch        |
| 509252 - | 2006 UT34                | 26 settembre 2006 | Mt. Lemmon Survey |
| 509253 - | 2006 UF40                | 16 ottobre 2006   | Spacewatch        |
| 509254 - | 2006 UZ54                | 2 ottobre 2006    | Spacewatch        |
| 509255 - | 2006 UW61                | 28 settembre 2006 | CSS               |
| 509256 - | 2006 UF62                | 27 settembre 2006 | Mt. Lemmon Survey |
| 509257 - | 2006 UE82                | 2 ottobre 2006    | Mt. Lemmon Survey |
| 509258 - | 2006 UP88                | 30 settembre 2006 | Mt. Lemmon Survey |
| 509259 - | 2006 UC104               | 26 settembre 2006 | Mt. Lemmon Survey |
| 509260 - | 2006 UF122               | 30 settembre 2006 | Mt. Lemmon Survey |
| 509261 - | 2006 UZ140               | 13 ottobre 2006   | Spacewatch        |
| 509262 - | 2006 UM142               | 4 ottobre 2006    | Mt. Lemmon Survey |
| 509263 - | 2006 UP156               | 2 ottobre 2006    | Mt. Lemmon Survey |
| 509264 - | 2006 UM159               | 2 ottobre 2006    | Mt. Lemmon Survey |
| 509265 - | 2006 US176               | 14 settembre 2006 | Spacewatch        |
| 509266 - | 2006 UO179               | 30 settembre 2006 | CSS               |
| 509267 - | 2006 UD195               | 20 ottobre 2006   | Spacewatch        |
| 509268 - | 2006 UE211               | 19 ottobre 2006   | Mt. Lemmon Survey |
| 509269 - | 2006 UL212               | 23 ottobre 2006   | Spacewatch        |
| 509270 - | 2006 UP225               | 19 settembre 2006 | CSS               |
| 509271 - | 2006 UD230               | 21 ottobre 2006   | NEAT              |
| 509272 - | 2006 UD239               | 15 ottobre 2006   | Spacewatch        |
| 509273 - | 2006 UX243               | 27 ottobre 2006   | Mt. Lemmon Survey |
| 509274 - | 2006 UW252               | 28 settembre 2006 | Mt. Lemmon Survey |
| 509275 - | 2006 US253               | 15 ottobre 2006   | Spacewatch        |
| 509276 - | 2006 UK268               | 16 ottobre 2006   | Spacewatch        |
| 509277 - | 2006 UE289               | 3 ottobre 2006    | Mt. Lemmon Survey |
| 509278 - | 2006 UL340               | 20 ottobre 2006   | Mt. Lemmon Survey |
| 509279 - | 2006 VP1                 | 2 ottobre 2006    | Mt. Lemmon Survey |
| 509280 - | 2006 VQ4                 | 30 settembre 2006 | CSS               |
| 509281 - | 2006 VK10                | 27 settembre 2006 | Mt. Lemmon Survey |
| 509282 - | 2006 VX13                | 14 novembre 2006  | LINEAR            |
| 509283 - | 2006 VN18                | 27 settembre 2006 | Mt. Lemmon Survey |
| 509284 - | 2006 VW21                | 10 novembre 2006  | Spacewatch        |
| 509285 - | 2006 VE32                | 12 ottobre 2006   | Spacewatch        |
| 509286 - | 2006 VD33                | 20 ottobre 2006   | Spacewatch        |
| 509287 - | 2006 VE48                | 10 novembre 2006  | Spacewatch        |
| 509288 - | 2006 VA50                | 10 novembre 2006  | Spacewatch        |
| 509289 - | 2006 VO54                | 11 novembre 2006  | Spacewatch        |
| 509290 - | 2006 VV58                | 11 novembre 2006  | Spacewatch        |
| 509291 - | 2006 VK59                | 22 ottobre 2006   | Mt. Lemmon Survey |
| 509292 - | 2006 VO59                | 30 ottobre 2006   | Mt. Lemmon Survey |
| 509293 - | 2006 VJ68                | 11 novembre 2006  | Spacewatch        |
| 509294 - | 2006 VU68                | 11 novembre 2006  | Spacewatch        |
| 509295 - | 2006 VL98                | 11 novembre 2006  | Spacewatch        |
| 509296 - | 2006 VQ105               | 31 ottobre 2006   | Mt. Lemmon Survey |
| 509297 - | 2006 VY108               | 13 novembre 2006  | Spacewatch        |
| 509298 - | 2006 VQ116               | 27 settembre 2006 | Mt. Lemmon Survey |
| 509299 - | 2006 VX117               | 27 settembre 2006 | Mt. Lemmon Survey |
| 509300 - | 2006 VB119               | 13 ottobre 2006   | Spacewatch        |

## 509301-509400
| Nome     | Designazione provvisoria | Data di scoperta  | Scopritore        |
| -------- | ------------------------ | ----------------- | ----------------- |
| 509301 - | 2006 VH127               | 27 ottobre 2006   | CSS               |
| 509302 - | 2006 VQ138               | 21 ottobre 2006   | Mt. Lemmon Survey |
| 509303 - | 2006 VR143               | 27 agosto 2006    | Spacewatch        |
| 509304 - | 2006 VY148               | 21 ottobre 2006   | Mt. Lemmon Survey |
| 509305 - | 2006 VE153               | 16 ottobre 2006   | CSS               |
| 509306 - | 2006 VK155               | 4 ottobre 2006    | Mt. Lemmon Survey |
| 509307 - | 2006 VX167               | 2 ottobre 2006    | Spacewatch        |
| 509308 - | 2006 VU173               | 15 novembre 2006  | Spacewatch        |
| 509309 - | 2006 WJ1                 | 16 novembre 2006  | Spacewatch        |
| 509310 - | 2006 WD7                 | 16 novembre 2006  | Spacewatch        |
| 509311 - | 2006 WK14                | 16 novembre 2006  | Mt. Lemmon Survey |
| 509312 - | 2006 WP18                | 17 novembre 2006  | Mt. Lemmon Survey |
| 509313 - | 2006 WP22                | 17 novembre 2006  | Mt. Lemmon Survey |
| 509314 - | 2006 WG29                | 19 ottobre 2006   | Mt. Lemmon Survey |
| 509315 - | 2006 WO34                | 12 novembre 2006  | Mt. Lemmon Survey |
| 509316 - | 2006 WL44                | 23 ottobre 2006   | Mt. Lemmon Survey |
| 509317 - | 2006 WO58                | 28 settembre 2006 | Mt. Lemmon Survey |
| 509318 - | 2006 WZ76                | 28 ottobre 2006   | Mt. Lemmon Survey |
| 509319 - | 2006 WG97                | 29 ottobre 2006   | Mt. Lemmon Survey |
| 509320 - | 2006 WM97                | 27 settembre 2006 | Mt. Lemmon Survey |
| 509321 - | 2006 WV104               | 19 novembre 2006  | Spacewatch        |
| 509322 - | 2006 WM106               | 19 novembre 2006  | Spacewatch        |
| 509323 - | 2006 WA112               | 19 novembre 2006  | Spacewatch        |
| 509324 - | 2006 WL133               | 18 novembre 2006  | Mt. Lemmon Survey |
| 509325 - | 2006 WR137               | 31 ottobre 2006   | Mt. Lemmon Survey |
| 509326 - | 2006 WL138               | 27 settembre 2006 | Mt. Lemmon Survey |
| 509327 - | 2006 WO162               | 11 novembre 2006  | Mt. Lemmon Survey |
| 509328 - | 2006 WX167               | 31 ottobre 2006   | Mt. Lemmon Survey |
| 509329 - | 2006 WP180               | 24 novembre 2006  | Mt. Lemmon Survey |
| 509330 - | 2006 WR187               | 1º novembre 2006  | Mt. Lemmon Survey |
| 509331 - | 2006 WC192               | 11 novembre 2006  | Spacewatch        |
| 509332 - | 2006 WJ199               | 16 novembre 2006  | Spacewatch        |
| 509333 - | 2006 XV                  | 22 novembre 2006  | Spacewatch        |
| 509334 - | 2006 XJ12                | 11 novembre 2006  | Spacewatch        |
| 509335 - | 2006 XR19                | 1º dicembre 2006  | Mt. Lemmon Survey |
| 509336 - | 2006 XE29                | 19 novembre 2006  | Spacewatch        |
| 509337 - | 2006 XC36                | 16 novembre 2006  | CSS               |
| 509338 - | 2006 XV41                | 12 dicembre 2006  | Mt. Lemmon Survey |
| 509339 - | 2006 XU71                | 1º dicembre 2006  | Mt. Lemmon Survey |
| 509340 - | 2006 YO12                | 18 novembre 2006  | Mt. Lemmon Survey |
| 509341 - | 2006 YT16                | 21 dicembre 2006  | Mt. Lemmon Survey |
| 509342 - | 2006 YS18                | 13 dicembre 2006  | Mt. Lemmon Survey |
| 509343 - | 2006 YC22                | 13 dicembre 2006  | Spacewatch        |
| 509344 - | 2006 YB30                | 21 novembre 2006  | Mt. Lemmon Survey |
| 509345 - | 2006 YF32                | 21 dicembre 2006  | Spacewatch        |
| 509346 - | 2006 YM32                | 22 novembre 2006  | Mt. Lemmon Survey |
| 509347 - | 2006 YE35                | 25 novembre 2006  | Mt. Lemmon Survey |
| 509348 - | 2006 YH45                | 28 agosto 2005    | Spacewatch        |
| 509349 - | 2006 YK45                | 13 dicembre 2006  | Mt. Lemmon Survey |
| 509350 - | 2006 YG51                | 24 dicembre 2006  | Spacewatch        |
| 509351 - | 2006 YV54                | 21 dicembre 2006  | Mt. Lemmon Survey |
| 509352 - | 2007 AG                  | 8 gennaio 2007    | Mt. Lemmon Survey |
| 509353 - | 2007 AT2                 | 10 gennaio 2007   | LINEAR            |
| 509354 - | 2007 AU5                 | 17 novembre 2006  | Mt. Lemmon Survey |
| 509355 - | 2007 AY6                 | 21 dicembre 2006  | Mt. Lemmon Survey |
| 509356 - | 2007 AR10                | 13 dicembre 2006  | Mt. Lemmon Survey |
| 509357 - | 2007 AZ19                | 13 gennaio 2007   | Casulli, V. S.    |
| 509358 - | 2007 AO23                | 27 novembre 2006  | Mt. Lemmon Survey |
| 509359 - | 2007 AR29                | 9 gennaio 2007    | Mt. Lemmon Survey |
| 509360 - | 2007 AZ30                | 10 gennaio 2007   | Mt. Lemmon Survey |
| 509361 - | 2007 AR31                | 10 gennaio 2007   | Mt. Lemmon Survey |
| 509362 - | 2007 BZ4                 | 17 gennaio 2007   | Spacewatch        |
| 509363 - | 2007 BJ7                 | 23 gennaio 2007   | Bickel, W.        |
| 509364 - | 2007 BS11                | 10 gennaio 2007   | Spacewatch        |
| 509365 - | 2007 BO12                | 17 gennaio 2007   | Spacewatch        |
| 509366 - | 2007 BV18                | 27 novembre 2006  | Mt. Lemmon Survey |
| 509367 - | 2007 BU20                | 24 gennaio 2007   | LINEAR            |
| 509368 - | 2007 BY22                | 24 gennaio 2007   | Mt. Lemmon Survey |
| 509369 - | 2007 BD37                | 24 gennaio 2007   | Mt. Lemmon Survey |
| 509370 - | 2007 BM42                | 14 dicembre 2006  | Mt. Lemmon Survey |
| 509371 - | 2007 BX45                | 26 gennaio 2007   | Spacewatch        |
| 509372 - | 2007 BB67                | 27 gennaio 2007   | Mt. Lemmon Survey |
| 509373 - | 2007 BE69                | 27 gennaio 2007   | Mt. Lemmon Survey |
| 509374 - | 2007 BX69                | 27 gennaio 2007   | Mt. Lemmon Survey |
| 509375 - | 2007 BN71                | 28 gennaio 2007   | Mt. Lemmon Survey |
| 509376 - | 2007 BA73                | 16 gennaio 2007   | CSS               |
| 509377 - | 2007 BW75                | 27 gennaio 2007   | Spacewatch        |
| 509378 - | 2007 BC78                | 27 gennaio 2007   | Spacewatch        |
| 509379 - | 2007 BF79                | 27 gennaio 2007   | Spacewatch        |
| 509380 - | 2007 BR85                | 19 gennaio 2007   | Mauna Kea         |
| 509381 - | 2007 BY99                | 27 novembre 2006  | Mt. Lemmon Survey |
| 509382 - | 2007 CO1                 | 6 febbraio 2007   | Spacewatch        |
| 509383 - | 2007 CH9                 | 6 febbraio 2007   | Spacewatch        |
| 509384 - | 2007 CL9                 | 24 dicembre 2006  | Spacewatch        |
| 509385 - | 2007 CM11                | 27 gennaio 2007   | Spacewatch        |
| 509386 - | 2007 CP16                | 14 dicembre 2006  | Spacewatch        |
| 509387 - | 2007 CT23                | 7 febbraio 2007   | NEAT              |
| 509388 - | 2007 CD25                | 21 dicembre 2006  | Mt. Lemmon Survey |
| 509389 - | 2007 CR35                | 17 gennaio 2007   | Spacewatch        |
| 509390 - | 2007 CT38                | 10 gennaio 2007   | Mt. Lemmon Survey |
| 509391 - | 2007 CH39                | 27 gennaio 2007   | Mt. Lemmon Survey |
| 509392 - | 2007 CA43                | 27 novembre 2006  | Mt. Lemmon Survey |
| 509393 - | 2007 CP53                | 28 gennaio 2007   | Spacewatch        |
| 509394 - | 2007 CV65                | 10 febbraio 2007  | CSS               |
| 509395 - | 2007 DH16                | 17 febbraio 2007  | Spacewatch        |
| 509396 - | 2007 DH17                | 17 febbraio 2007  | Spacewatch        |
| 509397 - | 2007 DX17                | 17 febbraio 2007  | Spacewatch        |
| 509398 - | 2007 DX20                | 28 gennaio 2007   | Mt. Lemmon Survey |
| 509399 - | 2007 DW25                | 17 febbraio 2007  | Spacewatch        |
| 509400 - | 2007 DG34                | 17 febbraio 2007  | Spacewatch        |

## 509401-509500
| Nome     | Designazione provvisoria | Data di scoperta  | Scopritore        |
| -------- | ------------------------ | ----------------- | ----------------- |
| 509401 - | 2007 DX38                | 17 febbraio 2007  | Spacewatch        |
| 509402 - | 2007 DB51                | 17 febbraio 2007  | Spacewatch        |
| 509403 - | 2007 DN55                | 21 febbraio 2007  | Spacewatch        |
| 509404 - | 2007 DB59                | 17 gennaio 2007   | Spacewatch        |
| 509405 - | 2007 DG74                | 21 febbraio 2007  | Mt. Lemmon Survey |
| 509406 - | 2007 DG79                | 23 febbraio 2007  | Spacewatch        |
| 509407 - | 2007 DL81                | 23 febbraio 2007  | Mt. Lemmon Survey |
| 509408 - | 2007 DU82                | 23 febbraio 2007  | LINEAR            |
| 509409 - | 2007 DY94                | 23 febbraio 2007  | Spacewatch        |
| 509410 - | 2007 DS104               | 8 febbraio 2007   | Mt. Lemmon Survey |
| 509411 - | 2007 DF115               | 23 febbraio 2007  | Mt. Lemmon Survey |
| 509412 - | 2007 DC116               | 26 febbraio 2007  | Mt. Lemmon Survey |
| 509413 - | 2007 EO2                 | 9 marzo 2007      | CSS               |
| 509414 - | 2007 EF13                | 9 marzo 2007      | Mt. Lemmon Survey |
| 509415 - | 2007 EE28                | 21 febbraio 2007  | Mt. Lemmon Survey |
| 509416 - | 2007 ED31                | 28 gennaio 2007   | Spacewatch        |
| 509417 - | 2007 EG35                | 11 marzo 2007     | Spacewatch        |
| 509418 - | 2007 EN44                | 9 marzo 2007      | Mt. Lemmon Survey |
| 509419 - | 2007 EY46                | 9 marzo 2007      | Mt. Lemmon Survey |
| 509420 - | 2007 EQ47                | 9 marzo 2007      | Mt. Lemmon Survey |
| 509421 - | 2007 ES48                | 9 marzo 2007      | Spacewatch        |
| 509422 - | 2007 EM50                | 10 marzo 2007     | Mt. Lemmon Survey |
| 509423 - | 2007 ED51                | 10 marzo 2007     | Spacewatch        |
| 509424 - | 2007 EV56                | 11 marzo 2007     | Spacewatch        |
| 509425 - | 2007 EQ67                | 10 marzo 2007     | Spacewatch        |
| 509426 - | 2007 EB70                | 10 marzo 2007     | Spacewatch        |
| 509427 - | 2007 EP91                | 11 aprile 1996    | Spacewatch        |
| 509428 - | 2007 ES93                | 10 marzo 2007     | Mt. Lemmon Survey |
| 509429 - | 2007 EE99                | 26 febbraio 2007  | Mt. Lemmon Survey |
| 509430 - | 2007 EB104               | 11 marzo 2007     | Mt. Lemmon Survey |
| 509431 - | 2007 EQ112               | 11 marzo 2007     | Spacewatch        |
| 509432 - | 2007 ET127               | 9 marzo 2007      | Mt. Lemmon Survey |
| 509433 - | 2007 EV150               | 12 marzo 2007     | Spacewatch        |
| 509434 - | 2007 EM151               | 26 febbraio 2007  | Mt. Lemmon Survey |
| 509435 - | 2007 EB152               | 26 febbraio 2007  | Mt. Lemmon Survey |
| 509436 - | 2007 EO152               | 12 marzo 2007     | Spacewatch        |
| 509437 - | 2007 EG167               | 23 febbraio 2007  | Spacewatch        |
| 509438 - | 2007 ER193               | 17 gennaio 2007   | Mt. Lemmon Survey |
| 509439 - | 2007 EO196               | 15 marzo 2007     | Spacewatch        |
| 509440 - | 2007 EC198               | 15 marzo 2007     | Spacewatch        |
| 509441 - | 2007 EQ219               | 9 marzo 2007      | Spacewatch        |
| 509442 - | 2007 EW225               | 9 marzo 2007      | Spacewatch        |
| 509443 - | 2007 FO24                | 20 marzo 2007     | Mt. Lemmon Survey |
| 509444 - | 2007 GJ17                | 11 aprile 2007    | Spacewatch        |
| 509445 - | 2007 GJ48                | 14 aprile 2007    | Spacewatch        |
| 509446 - | 2007 GC54                | 15 marzo 2007     | Mt. Lemmon Survey |
| 509447 - | 2007 GE74                | 16 marzo 2007     | CSS               |
| 509448 - | 2007 GH76                | 11 aprile 2007    | Spacewatch        |
| 509449 - | 2007 HE6                 | 17 marzo 2007     | Spacewatch        |
| 509450 - | 2007 HB14                | 13 marzo 2007     | Mt. Lemmon Survey |
| 509451 - | 2007 HT31                | 19 aprile 2007    | Spacewatch        |
| 509452 - | 2007 HF42                | 22 aprile 2007    | Mt. Lemmon Survey |
| 509453 - | 2007 HD73                | 14 aprile 2007    | Spacewatch        |
| 509454 - | 2007 HF87                | 24 aprile 2007    | Spacewatch        |
| 509455 - | 2007 JC7                 | 11 aprile 2007    | Spacewatch        |
| 509456 - | 2007 LF                  | 7 giugno 2007     | CSS               |
| 509457 - | 2007 LE5                 | 15 aprile 2007    | Mt. Lemmon Survey |
| 509458 - | 2007 LG23                | 13 giugno 2007    | Spacewatch        |
| 509459 - | 2007 LF33                | 15 giugno 2007    | Spacewatch        |
| 509460 - | 2007 RD43                | 9 settembre 2007  | Spacewatch        |
| 509461 - | 2007 RB103               | 11 settembre 2007 | CSS               |
| 509462 - | 2007 RS108               | 11 settembre 2007 | Spacewatch        |
| 509463 - | 2007 RP113               | 11 settembre 2007 | Spacewatch        |
| 509464 - | 2007 RE128               | 12 settembre 2007 | Mt. Lemmon Survey |
| 509465 - | 2007 RX149               | 2 settembre 2007  | CSS               |
| 509466 - | 2007 RC165               | 10 settembre 2007 | Spacewatch        |
| 509467 - | 2007 RS167               | 24 agosto 2007    | Spacewatch        |
| 509468 - | 2007 RS176               | 10 settembre 2007 | Mt. Lemmon Survey |
| 509469 - | 2007 RJ182               | 12 settembre 2007 | Mt. Lemmon Survey |
| 509470 - | 2007 RE253               | 13 settembre 2007 | Mt. Lemmon Survey |
| 509471 - | 2007 RC264               | 15 settembre 2007 | Mt. Lemmon Survey |
| 509472 - | 2007 RP277               | 5 settembre 2007  | CSS               |
| 509473 - | 2007 RM286               | 3 settembre 2007  | CSS               |
| 509474 - | 2007 RS295               | 14 settembre 2007 | Spacewatch        |
| 509475 - | 2007 RT320               | 14 settembre 2007 | Mt. Lemmon Survey |
| 509476 - | 2007 SY6                 | 11 settembre 2007 | Spacewatch        |
| 509477 - | 2007 SN7                 | 18 settembre 2007 | Spacewatch        |
| 509478 - | 2007 SM22                | 18 settembre 2007 | CSS               |
| 509479 - | 2007 TJ66                | 7 ottobre 2007    | OAM               |
| 509480 - | 2007 TQ82                | 10 settembre 2007 | Mt. Lemmon Survey |
| 509481 - | 2007 TA87                | 8 ottobre 2007    | Mt. Lemmon Survey |
| 509482 - | 2007 TB133               | 7 ottobre 2007    | Mt. Lemmon Survey |
| 509483 - | 2007 TE145               | 6 ottobre 2007    | LINEAR            |
| 509484 - | 2007 TN146               | 6 ottobre 2007    | LINEAR            |
| 509485 - | 2007 TW196               | 23 agosto 2007    | Spacewatch        |
| 509486 - | 2007 TS246               | 9 ottobre 2007    | Mt. Lemmon Survey |
| 509487 - | 2007 TV246               | 9 ottobre 2007    | CSS               |
| 509488 - | 2007 TD256               | 10 ottobre 2007   | Spacewatch        |
| 509489 - | 2007 TP267               | 9 ottobre 2007    | Spacewatch        |
| 509490 - | 2007 TU326               | 11 ottobre 2007   | Spacewatch        |
| 509491 - | 2007 TR333               | 10 settembre 2007 | Mt. Lemmon Survey |
| 509492 - | 2007 TX367               | 10 ottobre 2007   | Mt. Lemmon Survey |
| 509493 - | 2007 TJ389               | 13 ottobre 2007   | CSS               |
| 509494 - | 2007 TA397               | 11 ottobre 2007   | CSS               |
| 509495 - | 2007 TV422               | 12 ottobre 2007   | Spacewatch        |
| 509496 - | 2007 TH426               | 9 ottobre 2007    | Mt. Lemmon Survey |
| 509497 - | 2007 TJ433               | 9 ottobre 2007    | Mt. Lemmon Survey |
| 509498 - | 2007 TV440               | 8 ottobre 2007    | CSS               |
| 509499 - | 2007 UT21                | 7 ottobre 2007    | Mt. Lemmon Survey |
| 509500 - | 2007 UH23                | 8 ottobre 2007    | Mt. Lemmon Survey |

## 509501-509600
| Nome     | Designazione provvisoria | Data di scoperta  | Scopritore             |
| -------- | ------------------------ | ----------------- | ---------------------- |
| 509501 - | 2007 UB50                | 24 ottobre 2007   | Mt. Lemmon Survey      |
| 509502 - | 2007 UK106               | 31 ottobre 2007   | Mt. Lemmon Survey      |
| 509503 - | 2007 UO116               | 8 ottobre 2007    | Spacewatch             |
| 509504 - | 2007 UX134               | 30 ottobre 2007   | Spacewatch             |
| 509505 - | 2007 VL8                 | 5 novembre 2007   | CSS                    |
| 509506 - | 2007 VY11                | 5 novembre 2007   | PMO NEO Survey Program |
| 509507 - | 2007 VQ32                | 2 novembre 2007   | Spacewatch             |
| 509508 - | 2007 VQ48                | 1º novembre 2007  | Spacewatch             |
| 509509 - | 2007 VL65                | 1º novembre 2007  | Spacewatch             |
| 509510 - | 2007 VP122               | 5 novembre 2007   | Spacewatch             |
| 509511 - | 2007 VA143               | 20 ottobre 2007   | Mt. Lemmon Survey      |
| 509512 - | 2007 VK156               | 5 novembre 2007   | Spacewatch             |
| 509513 - | 2007 VW162               | 5 novembre 2007   | Spacewatch             |
| 509514 - | 2007 VG202               | 5 novembre 2007   | PMO NEO Survey Program |
| 509515 - | 2007 VN289               | 13 novembre 2007  | Mt. Lemmon Survey      |
| 509516 - | 2007 VD307               | 2 novembre 2007   | Spacewatch             |
| 509517 - | 2007 VH313               | 8 novembre 2007   | Spacewatch             |
| 509518 - | 2007 VT328               | 9 novembre 2007   | Mt. Lemmon Survey      |
| 509519 - | 2007 VT330               | 4 novembre 2007   | Spacewatch             |
| 509520 - | 2007 WB                  | 16 novembre 2007  | CSS                    |
| 509521 - | 2007 WX15                | 3 novembre 2007   | Spacewatch             |
| 509522 - | 2007 WA41                | 10 ottobre 2007   | Mt. Lemmon Survey      |
| 509523 - | 2007 XP3                 | 4 dicembre 2007   | LINEAR                 |
| 509524 - | 2007 XU6                 | 8 novembre 2007   | Mt. Lemmon Survey      |
| 509525 - | 2007 XJ19                | 9 novembre 2007   | LINEAR                 |
| 509526 - | 2007 XW42                | 15 dicembre 2007  | Spacewatch             |
| 509527 - | 2007 XW58                | 14 dicembre 2007  | Mt. Lemmon Survey      |
| 509528 - | 2007 XJ60                | 29 agosto 2006    | CSS                    |
| 509529 - | 2007 YG1                 | 16 dicembre 2007  | Mt. Lemmon Survey      |
| 509530 - | 2007 YG13                | 17 dicembre 2007  | Mt. Lemmon Survey      |
| 509531 - | 2007 YS39                | 17 dicembre 2007  | Mt. Lemmon Survey      |
| 509532 - | 2007 YK59                | 6 dicembre 2007   | Spacewatch             |
| 509533 - | 2007 YG70                | 30 dicembre 2007  | Spacewatch             |
| 509534 - | 2007 YK72                | 18 dicembre 2007  | Mt. Lemmon Survey      |
| 509535 - | 2007 YY72                | 19 dicembre 2007  | Mt. Lemmon Survey      |
| 509536 - | 2007 YL75                | 25 settembre 2006 | Mt. Lemmon Survey      |
| 509537 - | 2008 AN                  | 1º gennaio 2008   | Spacewatch             |
| 509538 - | 2008 AN7                 | 30 dicembre 2007  | Spacewatch             |
| 509539 - | 2008 AO10                | 10 gennaio 2008   | Mt. Lemmon Survey      |
| 509540 - | 2008 AW11                | 10 gennaio 2008   | Mt. Lemmon Survey      |
| 509541 - | 2008 AF35                | 10 gennaio 2008   | Spacewatch             |
| 509542 - | 2008 AG61                | 11 gennaio 2008   | Spacewatch             |
| 509543 - | 2008 AD65                | 11 gennaio 2008   | Spacewatch             |
| 509544 - | 2008 AD89                | 31 dicembre 2007  | Spacewatch             |
| 509545 - | 2008 AQ100               | 14 gennaio 2008   | Spacewatch             |
| 509546 - | 2008 AT101               | 30 dicembre 2007  | Spacewatch             |
| 509547 - | 2008 AA107               | 30 dicembre 2007  | Spacewatch             |
| 509548 - | 2008 AT114               | 12 gennaio 2008   | CSS                    |
| 509549 - | 2008 AO127               | 11 gennaio 2008   | Spacewatch             |
| 509550 - | 2008 AG134               | 1º gennaio 2008   | Spacewatch             |
| 509551 - | 2008 BW11                | 11 novembre 2007  | Mt. Lemmon Survey      |
| 509552 - | 2008 BA20                | 15 giugno 2005    | Mt. Lemmon Survey      |
| 509553 - | 2008 BG24                | 10 gennaio 2008   | CSS                    |
| 509554 - | 2008 BS37                | 30 dicembre 2007  | Spacewatch             |
| 509555 - | 2008 BK42                | 31 gennaio 2008   | CSS                    |
| 509556 - | 2008 BS51                | 17 gennaio 2008   | Mt. Lemmon Survey      |
| 509557 - | 2008 BK53                | 20 gennaio 2008   | Spacewatch             |
| 509558 - | 2008 BT53                | 30 gennaio 2008   | Spacewatch             |
| 509559 - | 2008 BY53                | 31 gennaio 2008   | CSS                    |
| 509560 - | 2008 CG10                | 2 febbraio 2008   | Mt. Lemmon Survey      |
| 509561 - | 2008 CU10                | 3 febbraio 2008   | CSS                    |
| 509562 - | 2008 CW10                | 3 febbraio 2008   | Spacewatch             |
| 509563 - | 2008 CG21                | 7 febbraio 2008   | BATTeRS                |
| 509564 - | 2008 CT27                | 2 febbraio 2008   | Spacewatch             |
| 509565 - | 2008 CZ27                | 13 gennaio 2008   | Spacewatch             |
| 509566 - | 2008 CB33                | 2 febbraio 2008   | Spacewatch             |
| 509567 - | 2008 CJ41                | 2 febbraio 2008   | Spacewatch             |
| 509568 - | 2008 CM48                | 10 gennaio 2008   | Mt. Lemmon Survey      |
| 509569 - | 2008 CJ70                | 9 febbraio 2008   | Mt. Lemmon Survey      |
| 509570 - | 2008 CQ79                | 7 febbraio 2008   | Spacewatch             |
| 509571 - | 2008 CF87                | 11 gennaio 2008   | Mt. Lemmon Survey      |
| 509572 - | 2008 CK87                | 7 febbraio 2008   | Mt. Lemmon Survey      |
| 509573 - | 2008 CN91                | 30 gennaio 2008   | Mt. Lemmon Survey      |
| 509574 - | 2008 CE98                | 2 febbraio 2008   | Spacewatch             |
| 509575 - | 2008 CS98                | 9 febbraio 2008   | Spacewatch             |
| 509576 - | 2008 CR128               | 30 gennaio 2008   | Mt. Lemmon Survey      |
| 509577 - | 2008 CZ131               | 8 febbraio 2008   | Spacewatch             |
| 509578 - | 2008 CR191               | 2 febbraio 2008   | Spacewatch             |
| 509579 - | 2008 CT191               | 2 febbraio 2008   | Spacewatch             |
| 509580 - | 2008 CW191               | 2 febbraio 2008   | Spacewatch             |
| 509581 - | 2008 CM194               | 11 febbraio 2008  | Mt. Lemmon Survey      |
| 509582 - | 2008 CX197               | 10 febbraio 2008  | Mt. Lemmon Survey      |
| 509583 - | 2008 CA199               | 13 febbraio 2008  | Spacewatch             |
| 509584 - | 2008 CS200               | 8 febbraio 2008   | Spacewatch             |
| 509585 - | 2008 CE208               | 8 febbraio 2008   | Spacewatch             |
| 509586 - | 2008 CJ212               | 7 febbraio 2008   | Mt. Lemmon Survey      |
| 509587 - | 2008 DY17                | 7 febbraio 2008   | Spacewatch             |
| 509588 - | 2008 DF21                | 7 febbraio 2008   | Mt. Lemmon Survey      |
| 509589 - | 2008 DL22                | 13 febbraio 2008  | Spacewatch             |
| 509590 - | 2008 DL24                | 28 febbraio 2008  | Mt. Lemmon Survey      |
| 509591 - | 2008 DY24                | 17 dicembre 2007  | Mt. Lemmon Survey      |
| 509592 - | 2008 DF25                | 11 febbraio 2008  | Mt. Lemmon Survey      |
| 509593 - | 2008 DL35                | 27 febbraio 2008  | Spacewatch             |
| 509594 - | 2008 DA38                | 27 febbraio 2008  | Mt. Lemmon Survey      |
| 509595 - | 2008 DC66                | 28 febbraio 2008  | Spacewatch             |
| 509596 - | 2008 DQ86                | 26 febbraio 2008  | Mt. Lemmon Survey      |
| 509597 - | 2008 EZ8                 | 11 gennaio 2008   | Mt. Lemmon Survey      |
| 509598 - | 2008 EX9                 | 8 febbraio 2008   | Mt. Lemmon Survey      |
| 509599 - | 2008 EW13                | 1º marzo 2008     | Spacewatch             |
| 509600 - | 2008 EO22                | 6 febbraio 2008   | CSS                    |

## 509601-509700
| Nome     | Designazione provvisoria | Data di scoperta | Scopritore             |
| -------- | ------------------------ | ---------------- | ---------------------- |
| 509601 - | 2008 EH24                | 3 marzo 2008     | Mt. Lemmon Survey      |
| 509602 - | 2008 ES62                | 14 dicembre 2007 | Mt. Lemmon Survey      |
| 509603 - | 2008 EU63                | 9 febbraio 2008  | CSS                    |
| 509604 - | 2008 EP67                | 21 novembre 2006 | CSS                    |
| 509605 - | 2008 ED70                | 9 febbraio 2008  | CSS                    |
| 509606 - | 2008 ED76                | 7 marzo 2008     | Spacewatch             |
| 509607 - | 2008 EG88                | 9 febbraio 2008  | Spacewatch             |
| 509608 - | 2008 ES91                | 2 marzo 2008     | CSS                    |
| 509609 - | 2008 ES102               | 5 marzo 2008     | Mt. Lemmon Survey      |
| 509610 - | 2008 EA136               | 29 febbraio 2008 | PMO NEO Survey Program |
| 509611 - | 2008 ET144               | 7 marzo 2008     | Mt. Lemmon Survey      |
| 509612 - | 2008 ED152               | 10 marzo 2008    | Spacewatch             |
| 509613 - | 2008 EL158               | 10 marzo 2008    | Spacewatch             |
| 509614 - | 2008 EX158               | 12 marzo 2008    | Mt. Lemmon Survey      |
| 509615 - | 2008 EU166               | 6 marzo 2008     | Mt. Lemmon Survey      |
| 509616 - | 2008 FP6                 | 1º marzo 2008    | Mt. Lemmon Survey      |
| 509617 - | 2008 FH8                 | 10 febbraio 2008 | Spacewatch             |
| 509618 - | 2008 FA10                | 8 febbraio 2008  | Spacewatch             |
| 509619 - | 2008 FG14                | 26 marzo 2008    | Mt. Lemmon Survey      |
| 509620 - | 2008 FK20                | 13 febbraio 2008 | Mt. Lemmon Survey      |
| 509621 - | 2008 FK21                | 13 marzo 2008    | Spacewatch             |
| 509622 - | 2008 FJ32                | 11 gennaio 2008  | Mt. Lemmon Survey      |
| 509623 - | 2008 FQ32                | 28 marzo 2008    | Mt. Lemmon Survey      |
| 509624 - | 2008 FS37                | 10 marzo 2008    | Mt. Lemmon Survey      |
| 509625 - | 2008 FS44                | 12 febbraio 2008 | Spacewatch             |
| 509626 - | 2008 FL53                | 28 marzo 2008    | Mt. Lemmon Survey      |
| 509627 - | 2008 FC58                | 13 febbraio 2008 | Mt. Lemmon Survey      |
| 509628 - | 2008 FJ72                | 10 marzo 2008    | Mt. Lemmon Survey      |
| 509629 - | 2008 FL73                | 30 marzo 2008    | Spacewatch             |
| 509630 - | 2008 FQ76                | 27 marzo 2008    | Spacewatch             |
| 509631 - | 2008 FN101               | 30 marzo 2008    | Spacewatch             |
| 509632 - | 2008 FR118               | 31 marzo 2008    | Mt. Lemmon Survey      |
| 509633 - | 2008 FG124               | 29 marzo 2008    | Spacewatch             |
| 509634 - | 2008 FY129               | 28 marzo 2008    | Mt. Lemmon Survey      |
| 509635 - | 2008 FZ131               | 28 marzo 2008    | Spacewatch             |
| 509636 - | 2008 FL133               | 10 marzo 2008    | Spacewatch             |
| 509637 - | 2008 FZ133               | 28 marzo 2008    | Spacewatch             |
| 509638 - | 2008 FW135               | 30 marzo 2008    | LINEAR                 |
| 509639 - | 2008 FQ137               | 31 marzo 2008    | Spacewatch             |
| 509640 - | 2008 GP1                 | 28 febbraio 2008 | Mt. Lemmon Survey      |
| 509641 - | 2008 GV10                | 1º aprile 2008   | Spacewatch             |
| 509642 - | 2008 GV11                | 1º aprile 2008   | Spacewatch             |
| 509643 - | 2008 GK24                | 4 marzo 2008     | Mt. Lemmon Survey      |
| 509644 - | 2008 GS35                | 30 marzo 2008    | Spacewatch             |
| 509645 - | 2008 GQ39                | 13 marzo 2008    | Spacewatch             |
| 509646 - | 2008 GZ42                | 4 aprile 2008    | Mt. Lemmon Survey      |
| 509647 - | 2008 GC46                | 29 marzo 2008    | Spacewatch             |
| 509648 - | 2008 GQ49                | 5 aprile 2008    | Spacewatch             |
| 509649 - | 2008 GT50                | 5 aprile 2008    | Mt. Lemmon Survey      |
| 509650 - | 2008 GW54                | 10 marzo 2008    | Spacewatch             |
| 509651 - | 2008 GH60                | 28 marzo 2008    | Spacewatch             |
| 509652 - | 2008 GN60                | 29 marzo 2008    | CSS                    |
| 509653 - | 2008 GL66                | 6 aprile 2008    | Spacewatch             |
| 509654 - | 2008 GJ86                | 4 marzo 2008     | Mt. Lemmon Survey      |
| 509655 - | 2008 GX86                | 31 marzo 2008    | Mt. Lemmon Survey      |
| 509656 - | 2008 GL111               | 12 marzo 2008    | Spacewatch             |
| 509657 - | 2008 GS121               | 28 marzo 2008    | Spacewatch             |
| 509658 - | 2008 GV127               | 14 aprile 2008   | Mt. Lemmon Survey      |
| 509659 - | 2008 GL133               | 3 aprile 2008    | Spacewatch             |
| 509660 - | 2008 GY136               | 6 aprile 2008    | Spacewatch             |
| 509661 - | 2008 GE138               | 28 gennaio 2007  | Spacewatch             |
| 509662 - | 2008 GG144               | 3 aprile 2008    | Mt. Lemmon Survey      |
| 509663 - | 2008 HY7                 | 24 aprile 2008   | Spacewatch             |
| 509664 - | 2008 HW15                | 25 aprile 2008   | Spacewatch             |
| 509665 - | 2008 HM19                | 14 aprile 2008   | Mt. Lemmon Survey      |
| 509666 - | 2008 HN46                | 15 aprile 2008   | Spacewatch             |
| 509667 - | 2008 HY55                | 29 aprile 2008   | Spacewatch             |
| 509668 - | 2008 HJ60                | 15 aprile 2008   | Mt. Lemmon Survey      |
| 509669 - | 2008 HL66                | 4 aprile 2008    | Spacewatch             |
| 509670 - | 2008 HM66                | 16 aprile 2008   | CSS                    |
| 509671 - | 2008 JC7                 | 12 aprile 2008   | Mt. Lemmon Survey      |
| 509672 - | 2008 JN11                | 3 maggio 2008    | Spacewatch             |
| 509673 - | 2008 JC23                | 6 aprile 2008    | Spacewatch             |
| 509674 - | 2008 JA28                | 14 aprile 2008   | Mt. Lemmon Survey      |
| 509675 - | 2008 KM4                 | 27 maggio 2008   | Spacewatch             |
| 509676 - | 2008 KO42                | 1º novembre 2006 | CSS                    |
| 509677 - | 2008 LK                  | 1º giugno 2008   | Spacewatch             |
| 509678 - | 2008 LN10                | 26 aprile 2008   | Spacewatch             |
| 509679 - | 2008 LX17                | 5 giugno 2008    | Siding Spring Survey   |
| 509680 - | 2008 MF2                 | 3 maggio 2008    | Mt. Lemmon Survey      |
| 509681 - | 2008 OW5                 | 28 luglio 2008   | Kugel, F.              |
| 509682 - | 2008 PO10                | 29 maggio 2008   | Mt. Lemmon Survey      |
| 509683 - | 2008 PE21                | 5 agosto 2008    | Siding Spring Survey   |
| 509684 - | 2008 PH22                | 12 agosto 2008   | LINEAR                 |
| 509685 - | 2008 QH10                | 26 agosto 2008   | OAM                    |
| 509686 - | 2008 QT28                | 31 agosto 2008   | OAM                    |
| 509687 - | 2008 QD44                | 28 agosto 2008   | OAM                    |
| 509688 - | 2008 QV45                | 25 agosto 2008   | OAM                    |
| 509689 - | 2008 QW47                | 23 agosto 2008   | Spacewatch             |
| 509690 - | 2008 RV5                 | 2 settembre 2008 | Spacewatch             |
| 509691 - | 2008 RU8                 | 3 settembre 2008 | Spacewatch             |
| 509692 - | 2008 RT23                | 5 settembre 2008 | LINEAR                 |
| 509693 - | 2008 RA66                | 4 settembre 2008 | Spacewatch             |
| 509694 - | 2008 RE84                | 4 settembre 2008 | Spacewatch             |
| 509695 - | 2008 RF98                | 9 settembre 2008 | Siding Spring Survey   |
| 509696 - | 2008 RQ98                | 8 settembre 2008 | Siding Spring Survey   |
| 509697 - | 2008 RE99                | 2 settembre 2008 | Spacewatch             |
| 509698 - | 2008 RB132               | 6 settembre 2008 | CSS                    |
| 509699 - | 2008 RL138               | 6 settembre 2008 | CSS                    |
| 509700 - | 2008 RG142               | 6 settembre 2008 | Spacewatch             |

## 509701-509800
| Nome           | Designazione provvisoria | Data di scoperta  | Scopritore        |
| -------------- | ------------------------ | ----------------- | ----------------- |
| 509701 -       | 2008 SR4                 | 4 settembre 2008  | Spacewatch        |
| 509702 -       | 2008 SY22                | 4 settembre 2008  | Spacewatch        |
| 509703 -       | 2008 SR30                | 5 settembre 2008  | Spacewatch        |
| 509704 -       | 2008 SC55                | 20 settembre 2008 | Mt. Lemmon Survey |
| 509705 -       | 2008 SM56                | 20 settembre 2008 | Mt. Lemmon Survey |
| 509706 -       | 2008 SH58                | 20 settembre 2008 | Spacewatch        |
| 509707 -       | 2008 SX66                | 21 settembre 2008 | Mt. Lemmon Survey |
| 509708 -       | 2008 SX67                | 21 settembre 2008 | CSS               |
| 509709 -       | 2008 SV72                | 22 settembre 2008 | Mt. Lemmon Survey |
| 509710 -       | 2008 SZ76                | 24 agosto 2008    | Spacewatch        |
| 509711 -       | 2008 SX91                | 21 settembre 2008 | Spacewatch        |
| 509712 -       | 2008 SM96                | 21 settembre 2008 | Spacewatch        |
| 509713 -       | 2008 SZ105               | 21 settembre 2008 | Spacewatch        |
| 509714 -       | 2008 SD108               | 5 ottobre 2004    | Spacewatch        |
| 509715 -       | 2008 SG119               | 22 settembre 2008 | Mt. Lemmon Survey |
| 509716 -       | 2008 SN130               | 22 settembre 2008 | Spacewatch        |
| 509717 -       | 2008 SB132               | 22 settembre 2008 | Spacewatch        |
| 509718 -       | 2008 SV141               | 24 settembre 2008 | Mt. Lemmon Survey |
| 509719 -       | 2008 SR155               | 23 settembre 2008 | LINEAR            |
| 509720 -       | 2008 SP157               | 24 settembre 2008 | LINEAR            |
| 509721 -       | 2008 SP166               | 28 settembre 2008 | LINEAR            |
| 509722 -       | 2008 SU167               | 5 settembre 2008  | OAM               |
| 509723 -       | 2008 SX180               | 24 settembre 2008 | Spacewatch        |
| 509724 -       | 2008 SK187               | 25 settembre 2008 | Spacewatch        |
| 509725 -       | 2008 SF203               | 26 settembre 2008 | Spacewatch        |
| 509726 -       | 2008 SD207               | 26 settembre 2008 | Spacewatch        |
| 509727 -       | 2008 SX207               | 27 settembre 2008 | CSS               |
| 509728 -       | 2008 SL211               | 28 settembre 2008 | Mt. Lemmon Survey |
| 509729 -       | 2008 SQ233               | 28 settembre 2008 | Mt. Lemmon Survey |
| 509730 -       | 2008 SX244               | 4 settembre 2008  | Spacewatch        |
| 509731 -       | 2008 SJ251               | 24 settembre 2008 | Spacewatch        |
| 509732 -       | 2008 SX254               | 23 settembre 2008 | CSS               |
| 509733 -       | 2008 SD265               | 26 settembre 2008 | Spacewatch        |
| 509734 -       | 2008 SW268               | 30 settembre 2008 | Mt. Lemmon Survey |
| 509735 -       | 2008 SV274               | 22 settembre 2008 | Spacewatch        |
| 509736 -       | 2008 SB284               | 23 settembre 2008 | CSS               |
| 509737 -       | 2008 SU295               | 28 settembre 2008 | CSS               |
| 509738 -       | 2008 SR301               | 23 settembre 2008 | Spacewatch        |
| 509739 -       | 2008 TC12                | 15 ottobre 2004   | Spacewatch        |
| 509740 -       | 2008 TA20                | 1º ottobre 2008   | Mt. Lemmon Survey |
| 509741 -       | 2008 TU31                | 6 settembre 2008  | Mt. Lemmon Survey |
| 509742 -       | 2008 TJ46                | 1º ottobre 2008   | Spacewatch        |
| 509743 -       | 2008 TX53                | 2 ottobre 2008    | Spacewatch        |
| 509744 -       | 2008 TR57                | 2 ottobre 2008    | Spacewatch        |
| 509745 -       | 2008 TW60                | 22 settembre 2008 | Mt. Lemmon Survey |
| 509746 -       | 2008 TX70                | 23 settembre 2008 | Spacewatch        |
| 509747 -       | 2008 TE78                | 2 settembre 2008  | Spacewatch        |
| 509748 -       | 2008 TZ82                | 3 ottobre 2008    | Spacewatch        |
| 509749 -       | 2008 TC83                | 3 ottobre 2008    | Spacewatch        |
| 509750 -       | 2008 TL96                | 6 ottobre 2008    | Spacewatch        |
| 509751 -       | 2008 TA103               | 28 settembre 2008 | CSS               |
| 509752 -       | 2008 TH107               | 23 settembre 2008 | Mt. Lemmon Survey |
| 509753 -       | 2008 TO120               | 3 settembre 2008  | Spacewatch        |
| 509754 -       | 2008 TY129               | 8 ottobre 2008    | Mt. Lemmon Survey |
| 509755 -       | 2008 TH161               | 2 ottobre 2008    | Spacewatch        |
| 509756 -       | 2008 TS163               | 1º ottobre 2008   | Spacewatch        |
| 509757 -       | 2008 TC165               | 2 ottobre 2008    | Spacewatch        |
| 509758 -       | 2008 TA169               | 6 ottobre 2008    | Mt. Lemmon Survey |
| 509759 -       | 2008 TQ180               | 23 settembre 2008 | CSS               |
| 509760 -       | 2008 TA184               | 3 ottobre 2008    | Spacewatch        |
| 509761 Umberto | 2008 UM                  | 19 ottobre 2008   | Farra d'Isonzo    |
| 509762 -       | 2008 UK13                | 17 ottobre 2008   | Spacewatch        |
| 509763 -       | 2008 UW31                | 20 ottobre 2008   | Spacewatch        |
| 509764 -       | 2008 UP32                | 6 ottobre 2008    | Mt. Lemmon Survey |
| 509765 -       | 2008 UZ33                | 20 ottobre 2008   | Spacewatch        |
| 509766 -       | 2008 UA43                | 20 ottobre 2008   | Spacewatch        |
| 509767 -       | 2008 UQ46                | 20 ottobre 2008   | Spacewatch        |
| 509768 -       | 2008 UY47                | 22 settembre 2008 | Spacewatch        |
| 509769 -       | 2008 UW69                | 21 ottobre 2008   | Mt. Lemmon Survey |
| 509770 -       | 2008 UF77                | 25 settembre 2008 | Mt. Lemmon Survey |
| 509771 -       | 2008 UV90                | 20 ottobre 2008   | Mt. Lemmon Survey |
| 509772 -       | 2008 UZ92                | 29 settembre 2008 | CSS               |
| 509773 -       | 2008 UX99                | 6 settembre 2008  | Mt. Lemmon Survey |
| 509774 -       | 2008 UV106               | 26 settembre 2008 | Spacewatch        |
| 509775 -       | 2008 UD113               | 22 ottobre 2008   | Spacewatch        |
| 509776 -       | 2008 UN119               | 22 ottobre 2008   | Spacewatch        |
| 509777 -       | 2008 UN123               | 22 ottobre 2008   | Spacewatch        |
| 509778 -       | 2008 UG145               | 23 ottobre 2008   | Spacewatch        |
| 509779 -       | 2008 UE158               | 23 ottobre 2008   | Mt. Lemmon Survey |
| 509780 -       | 2008 UF174               | 24 ottobre 2008   | Spacewatch        |
| 509781 -       | 2008 US176               | 26 settembre 2008 | Spacewatch        |
| 509782 -       | 2008 UF178               | 24 ottobre 2008   | Mt. Lemmon Survey |
| 509783 -       | 2008 UX182               | 24 ottobre 2008   | Mt. Lemmon Survey |
| 509784 -       | 2008 UR185               | 27 settembre 2008 | Mt. Lemmon Survey |
| 509785 -       | 2008 UW193               | 25 ottobre 2008   | Mt. Lemmon Survey |
| 509786 -       | 2008 UR205               | 21 ottobre 2008   | Spacewatch        |
| 509787 -       | 2008 UU229               | 25 ottobre 2008   | Spacewatch        |
| 509788 -       | 2008 UM230               | 6 ottobre 2008    | Mt. Lemmon Survey |
| 509789 -       | 2008 UK231               | 26 ottobre 2008   | Spacewatch        |
| 509790 -       | 2008 US238               | 26 ottobre 2008   | Spacewatch        |
| 509791 -       | 2008 UY241               | 7 settembre 2008  | CSS               |
| 509792 -       | 2008 UK242               | 29 settembre 2008 | CSS               |
| 509793 -       | 2008 UO247               | 26 ottobre 2008   | Spacewatch        |
| 509794 -       | 2008 UX254               | 27 ottobre 2008   | Spacewatch        |
| 509795 -       | 2008 UB257               | 23 ottobre 2008   | LINEAR            |
| 509796 -       | 2008 UK259               | 29 settembre 2008 | CSS               |
| 509797 -       | 2008 UQ291               | 29 ottobre 2008   | Spacewatch        |
| 509798 -       | 2008 UQ298               | 29 ottobre 2008   | Spacewatch        |
| 509799 -       | 2008 UJ303               | 22 settembre 2008 | Mt. Lemmon Survey |
| 509800 -       | 2008 US308               | 30 ottobre 2008   | Spacewatch        |

## 509801-509900
| Nome     | Designazione provvisoria | Data di scoperta | Scopritore        |
| -------- | ------------------------ | ---------------- | ----------------- |
| 509801 - | 2008 UX337               | 20 ottobre 2008  | Spacewatch        |
| 509802 - | 2008 UT351               | 25 ottobre 2008  | LINEAR            |
| 509803 - | 2008 UX352               | 28 ottobre 2008  | Spacewatch        |
| 509804 - | 2008 UL359               | 27 ottobre 2008  | Mt. Lemmon Survey |
| 509805 - | 2008 UM360               | 26 ottobre 2008  | Spacewatch        |
| 509806 - | 2008 VA                  | 2 novembre 2008  | CSS               |
| 509807 - | 2008 VT2                 | 2 novembre 2008  | LINEAR            |
| 509808 - | 2008 VA5                 | 5 ottobre 2008   | OAM               |
| 509809 - | 2008 VA11                | 2 novembre 2008  | Mt. Lemmon Survey |
| 509810 - | 2008 VD14                | 24 ottobre 2008  | CSS               |
| 509811 - | 2008 VA22                | 7 ottobre 2008   | Mt. Lemmon Survey |
| 509812 - | 2008 VD32                | 6 ottobre 2008   | Mt. Lemmon Survey |
| 509813 - | 2008 VM48                | 3 novembre 2008  | Spacewatch        |
| 509814 - | 2008 VQ66                | 3 novembre 2008  | CSS               |
| 509815 - | 2008 VP71                | 8 novembre 2008  | Spacewatch        |
| 509816 - | 2008 VT81                | 7 novembre 2008  | Mt. Lemmon Survey |
| 509817 - | 2008 WF1                 | 25 ottobre 2008  | CSS               |
| 509818 - | 2008 WG36                | 24 ottobre 2008  | Spacewatch        |
| 509819 - | 2008 WY39                | 17 novembre 2008 | Spacewatch        |
| 509820 - | 2008 WD47                | 26 ottobre 2008  | Spacewatch        |
| 509821 - | 2008 WQ63                | 22 novembre 2008 | Spacewatch        |
| 509822 - | 2008 WP73                | 19 novembre 2008 | Mt. Lemmon Survey |
| 509823 - | 2008 WA74                | 19 novembre 2008 | Mt. Lemmon Survey |
| 509824 - | 2008 WT84                | 20 novembre 2008 | Spacewatch        |
| 509825 - | 2008 WO99                | 18 novembre 2008 | Spacewatch        |
| 509826 - | 2008 WE110               | 30 novembre 2008 | Spacewatch        |
| 509827 - | 2008 WK111               | 8 novembre 2008  | Spacewatch        |
| 509828 - | 2008 WA136               | 19 novembre 2008 | Spacewatch        |
| 509829 - | 2008 WZ138               | 30 novembre 2008 | LINEAR            |
| 509830 - | 2008 XQ1                 | 23 ottobre 2008  | Spacewatch        |
| 509831 - | 2008 XC6                 | 4 dicembre 2008  | LINEAR            |
| 509832 - | 2008 XQ7                 | 20 novembre 2008 | Spacewatch        |
| 509833 - | 2008 XK41                | 2 dicembre 2008  | Mt. Lemmon Survey |
| 509834 - | 2008 XL46                | 3 settembre 2008 | Spacewatch        |
| 509835 - | 2008 XJ47                | 1º dicembre 2008 | Mt. Lemmon Survey |
| 509836 - | 2008 YA5                 | 21 dicembre 2008 | Spacewatch        |
| 509837 - | 2008 YJ17                | 21 dicembre 2008 | Mt. Lemmon Survey |
| 509838 - | 2008 YQ20                | 21 dicembre 2008 | Mt. Lemmon Survey |
| 509839 - | 2008 YY22                | 21 dicembre 2008 | Mt. Lemmon Survey |
| 509840 - | 2008 YS41                | 20 novembre 2008 | Spacewatch        |
| 509841 - | 2008 YO50                | 21 dicembre 2008 | Spacewatch        |
| 509842 - | 2008 YX50                | 21 dicembre 2008 | Spacewatch        |
| 509843 - | 2008 YK55                | 29 dicembre 2008 | Mt. Lemmon Survey |
| 509844 - | 2008 YX65                | 31 dicembre 2008 | Spacewatch        |
| 509845 - | 2008 YV74                | 22 dicembre 2008 | Spacewatch        |
| 509846 - | 2008 YF75                | 30 dicembre 2008 | Mt. Lemmon Survey |
| 509847 - | 2008 YX87                | 30 novembre 2008 | LINEAR            |
| 509848 - | 2008 YQ96                | 29 dicembre 2008 | Mt. Lemmon Survey |
| 509849 - | 2008 YJ98                | 29 dicembre 2008 | Spacewatch        |
| 509850 - | 2008 YM101               | 29 dicembre 2008 | Spacewatch        |
| 509851 - | 2008 YE102               | 29 dicembre 2008 | Spacewatch        |
| 509852 - | 2008 YR105               | 29 dicembre 2008 | Spacewatch        |
| 509853 - | 2008 YE111               | 31 dicembre 2008 | Spacewatch        |
| 509854 - | 2008 YF111               | 4 dicembre 2008  | Spacewatch        |
| 509855 - | 2008 YB123               | 30 dicembre 2008 | Spacewatch        |
| 509856 - | 2008 YM133               | 29 dicembre 2008 | Spacewatch        |
| 509857 - | 2008 YL137               | 30 dicembre 2008 | Spacewatch        |
| 509858 - | 2008 YU139               | 30 dicembre 2008 | Spacewatch        |
| 509859 - | 2008 YT161               | 21 dicembre 2008 | Mt. Lemmon Survey |
| 509860 - | 2008 YA166               | 21 dicembre 2008 | CSS               |
| 509861 - | 2008 YG166               | 19 dicembre 2008 | LINEAR            |
| 509862 - | 2008 YC170               | 22 dicembre 2008 | Spacewatch        |
| 509863 - | 2008 YO171               | 31 dicembre 2008 | Spacewatch        |
| 509864 - | 2009 AO2                 | 1º dicembre 2008 | Spacewatch        |
| 509865 - | 2009 AO26                | 21 dicembre 2008 | Mt. Lemmon Survey |
| 509866 - | 2009 AZ27                | 21 dicembre 2008 | Spacewatch        |
| 509867 - | 2009 AR31                | 15 gennaio 2009  | Spacewatch        |
| 509868 - | 2009 AH40                | 22 dicembre 2008 | Spacewatch        |
| 509869 - | 2009 AJ41                | 3 dicembre 2008  | Spacewatch        |
| 509870 - | 2009 AF46                | 7 gennaio 2009   | Spacewatch        |
| 509871 - | 2009 BX2                 | 23 ottobre 2008  | LINEAR            |
| 509872 - | 2009 BD4                 | 24 novembre 2008 | Mt. Lemmon Survey |
| 509873 - | 2009 BW4                 | 18 gennaio 2009  | Spacewatch        |
| 509874 - | 2009 BT6                 | 1º gennaio 2009  | Spacewatch        |
| 509875 - | 2009 BO19                | 2 gennaio 2009   | Mt. Lemmon Survey |
| 509876 - | 2009 BB26                | 31 dicembre 2008 | Mt. Lemmon Survey |
| 509877 - | 2009 BJ36                | 1º gennaio 2009  | Mt. Lemmon Survey |
| 509878 - | 2009 BQ42                | 16 gennaio 2009  | Spacewatch        |
| 509879 - | 2009 BV44                | 16 gennaio 2009  | Spacewatch        |
| 509880 - | 2009 BO60                | 26 ottobre 2008  | Mt. Lemmon Survey |
| 509881 - | 2009 BK62                | 31 ottobre 2008  | Mt. Lemmon Survey |
| 509882 - | 2009 BN64                | 24 novembre 2008 | Mt. Lemmon Survey |
| 509883 - | 2009 BA65                | 20 gennaio 2009  | Spacewatch        |
| 509884 - | 2009 BZ67                | 22 dicembre 2008 | Mt. Lemmon Survey |
| 509885 - | 2009 BY73                | 31 dicembre 2008 | Mt. Lemmon Survey |
| 509886 - | 2009 BC85                | 15 gennaio 2009  | Spacewatch        |
| 509887 - | 2009 BQ88                | 25 gennaio 2009  | Spacewatch        |
| 509888 - | 2009 BJ97                | 30 dicembre 2008 | Mt. Lemmon Survey |
| 509889 - | 2009 BV97                | 30 novembre 2008 | LINEAR            |
| 509890 - | 2009 BA116               | 15 gennaio 2009  | Spacewatch        |
| 509891 - | 2009 BC119               | 30 dicembre 2008 | Spacewatch        |
| 509892 - | 2009 BK121               | 31 gennaio 2009  | Spacewatch        |
| 509893 - | 2009 BZ126               | 29 gennaio 2009  | Spacewatch        |
| 509894 - | 2009 BF168               | 24 gennaio 2009  | Cerro Burek       |
| 509895 - | 2009 BT178               | 29 gennaio 2009  | CSS               |
| 509896 - | 2009 CK15                | 30 dicembre 2008 | Mt. Lemmon Survey |
| 509897 - | 2009 CS25                | 23 novembre 2008 | Mt. Lemmon Survey |
| 509898 - | 2009 CF28                | 9 settembre 2007 | Spacewatch        |
| 509899 - | 2009 CQ38                | 13 febbraio 2009 | Spacewatch        |
| 509900 - | 2009 CV50                | 14 febbraio 2009 | CSS               |

## 509901-510000
| Nome     | Designazione provvisoria | Data di scoperta  | Scopritore             |
| -------- | ------------------------ | ----------------- | ---------------------- |
| 509901 - | 2009 DK                  | 10 marzo 2005     | Mt. Lemmon Survey      |
| 509902 - | 2009 DW2                 | 18 novembre 2008  | Spacewatch             |
| 509903 - | 2009 DK19                | 20 febbraio 2009  | Spacewatch             |
| 509904 - | 2009 DB30                | 23 febbraio 2009  | Hormuth, F.            |
| 509905 - | 2009 DJ42                | 3 febbraio 2009   | Spacewatch             |
| 509906 - | 2009 DO93                | 28 febbraio 2009  | Mt. Lemmon Survey      |
| 509907 - | 2009 DH96                | 28 febbraio 2009  | Mt. Lemmon Survey      |
| 509908 - | 2009 DN112               | 25 gennaio 2009   | Spacewatch             |
| 509909 - | 2009 EB16                | 15 marzo 2009     | Spacewatch             |
| 509910 - | 2009 FY3                 | 18 marzo 2009     | OAM                    |
| 509911 - | 2009 FW7                 | 16 marzo 2009     | Spacewatch             |
| 509912 - | 2009 FD17                | 16 marzo 2009     | CSS                    |
| 509913 - | 2009 FC40                | 19 marzo 2009     | CSS                    |
| 509914 - | 2009 FH41                | 16 marzo 2009     | PMO NEO Survey Program |
| 509915 - | 2009 FR48                | 18 gennaio 2009   | CSS                    |
| 509916 - | 2009 FM75                | 18 marzo 2009     | Spacewatch             |
| 509917 - | 2009 HA                  | 16 aprile 2009    | Endata, K.             |
| 509918 - | 2009 HG8                 | 17 aprile 2009    | Spacewatch             |
| 509919 - | 2009 HF12                | 18 aprile 2009    | Sárneczky, K.          |
| 509920 - | 2009 HU37                | 24 marzo 2009     | Mt. Lemmon Survey      |
| 509921 - | 2009 HK42                | 20 aprile 2009    | Spacewatch             |
| 509922 - | 2009 HN62                | 1º maggio 2006    | Spacewatch             |
| 509923 - | 2009 HS67                | 27 aprile 2009    | Tozzi, F.              |
| 509924 - | 2009 HS87                | 31 dicembre 2007  | Mt. Lemmon Survey      |
| 509925 - | 2009 HW108               | 29 aprile 2009    | Mt. Lemmon Survey      |
| 509926 - | 2009 NY                  | 15 luglio 2009    | OAM                    |
| 509927 - | 2009 OE                  | 6 dicembre 2007   | Mt. Lemmon Survey      |
| 509928 - | 2009 OX2                 | 20 luglio 2009    | OAM                    |
| 509929 - | 2009 OV8                 | 27 luglio 2009    | OAM                    |
| 509930 - | 2009 OV20                | 25 luglio 2009    | OAM                    |
| 509931 - | 2009 ON22                | 25 luglio 2009    | OAM                    |
| 509932 - | 2009 OH24                | 29 luglio 2009    | Spacewatch             |
| 509933 - | 2009 PJ8                 | 15 agosto 2009    | OAM                    |
| 509934 - | 2009 PF19                | 15 agosto 2009    | Spacewatch             |
| 509935 - | 2009 QL8                 | 20 agosto 2009    | CSS                    |
| 509936 - | 2009 QT19                | 19 agosto 2009    | OAM                    |
| 509937 - | 2009 QU31                | 16 agosto 2009    | OAM                    |
| 509938 - | 2009 QN46                | 15 agosto 2009    | Spacewatch             |
| 509939 - | 2009 QB51                | 20 agosto 2009    | OAM                    |
| 509940 - | 2009 QK51                | 15 agosto 2009    | Spacewatch             |
| 509941 - | 2009 QD53                | 16 agosto 2009    | OAM                    |
| 509942 - | 2009 QZ54                | 28 agosto 2009    | CSS                    |
| 509943 - | 2009 QH55                | 27 agosto 2009    | Spacewatch             |
| 509944 - | 2009 RQ13                | 12 settembre 2009 | Spacewatch             |
| 509945 - | 2009 RX15                | 12 settembre 2009 | Spacewatch             |
| 509946 - | 2009 RV48                | 15 settembre 2009 | Spacewatch             |
| 509947 - | 2009 RY74                | 13 settembre 2009 | LINEAR                 |
| 509948 - | 2009 SF20                | 29 luglio 2009    | CSS                    |
| 509949 - | 2009 SN20                | 29 agosto 2009    | Spacewatch             |
| 509950 - | 2009 SH40                | 16 settembre 2009 | Spacewatch             |
| 509951 - | 2009 SX45                | 27 marzo 2008     | Spacewatch             |
| 509952 - | 2009 SJ50                | 27 gennaio 2007   | Spacewatch             |
| 509953 - | 2009 SA51                | 17 settembre 2009 | Spacewatch             |
| 509954 - | 2009 SN67                | 17 settembre 2009 | Spacewatch             |
| 509955 - | 2009 SA82                | 18 agosto 2009    | Spacewatch             |
| 509956 - | 2009 SF133               | 18 settembre 2009 | Spacewatch             |
| 509957 - | 2009 SV146               | 19 settembre 2009 | Spacewatch             |
| 509958 - | 2009 SN152               | 27 agosto 2009    | CSS                    |
| 509959 - | 2009 SZ152               | 5 luglio 2005     | Spacewatch             |
| 509960 - | 2009 SK187               | 21 settembre 2009 | Spacewatch             |
| 509961 - | 2009 SD202               | 22 settembre 2009 | Spacewatch             |
| 509962 - | 2009 SZ202               | 22 settembre 2009 | Spacewatch             |
| 509963 - | 2009 SM252               | 21 settembre 2009 | Spacewatch             |
| 509964 - | 2009 SF255               | 29 agosto 2009    | CSS                    |
| 509965 - | 2009 SJ258               | 21 settembre 2009 | Mt. Lemmon Survey      |
| 509966 - | 2009 SG280               | 25 settembre 2009 | Spacewatch             |
| 509967 - | 2009 SD289               | 17 settembre 2009 | Spacewatch             |
| 509968 - | 2009 SN317               | 19 settembre 2009 | Spacewatch             |
| 509969 - | 2009 SC321               | 21 settembre 2009 | CSS                    |
| 509970 - | 2009 SZ323               | 20 settembre 2009 | Spacewatch             |
| 509971 - | 2009 SS333               | 29 agosto 2009    | Spacewatch             |
| 509972 - | 2009 SO341               | 26 settembre 2009 | Spacewatch             |
| 509973 - | 2009 SJ342               | 16 settembre 2009 | Spacewatch             |
| 509974 - | 2009 SG358               | 16 settembre 2009 | Spacewatch             |
| 509975 - | 2009 TW9                 | 15 ottobre 2009   | Lowe, A.               |
| 509976 - | 2009 TA11                | 27 settembre 2009 | Mt. Lemmon Survey      |
| 509977 - | 2009 TF11                | 20 settembre 2009 | Mt. Lemmon Survey      |
| 509978 - | 2009 TX14                | 16 settembre 2009 | CSS                    |
| 509979 - | 2009 TC18                | 15 ottobre 2009   | OAM                    |
| 509980 - | 2009 TL19                | 11 ottobre 2009   | Mt. Lemmon Survey      |
| 509981 - | 2009 TH23                | 14 ottobre 2009   | OAM                    |
| 509982 - | 2009 TN25                | 14 ottobre 2009   | Mt. Lemmon Survey      |
| 509983 - | 2009 UP18                | 23 ottobre 2009   | CSS                    |
| 509984 - | 2009 UT49                | 22 ottobre 2009   | Mt. Lemmon Survey      |
| 509985 - | 2009 UE51                | 22 ottobre 2009   | CSS                    |
| 509986 - | 2009 US61                | 17 ottobre 2009   | Mt. Lemmon Survey      |
| 509987 - | 2009 UM95                | 22 ottobre 2009   | Mt. Lemmon Survey      |
| 509988 - | 2009 UF99                | 1º ottobre 2005   | Mt. Lemmon Survey      |
| 509989 - | 2009 UV110               | 23 ottobre 2009   | Spacewatch             |
| 509990 - | 2009 US113               | 20 settembre 2009 | Spacewatch             |
| 509991 - | 2009 UT128               | 26 ottobre 2009   | BATTeRS                |
| 509992 - | 2009 UT143               | 18 ottobre 2009   | Mt. Lemmon Survey      |
| 509993 - | 2009 UZ154               | 22 ottobre 2009   | Mt. Lemmon Survey      |
| 509994 - | 2009 VV1                 | 12 ottobre 2009   | LINEAR                 |
| 509995 - | 2009 VP30                | 9 novembre 2009   | Mt. Lemmon Survey      |
| 509996 - | 2009 VB37                | 6 settembre 2005  | LONEOS                 |
| 509997 - | 2009 VS41                | 9 novembre 2009   | Mt. Lemmon Survey      |
| 509998 - | 2009 VA44                | 14 ottobre 2009   | Mt. Lemmon Survey      |
| 509999 - | 2009 VU47                | 9 novembre 2009   | Mt. Lemmon Survey      |
| 510000 - | 2009 VM49                | 11 settembre 2005 | Spacewatch             |